# Музичний фестиваль

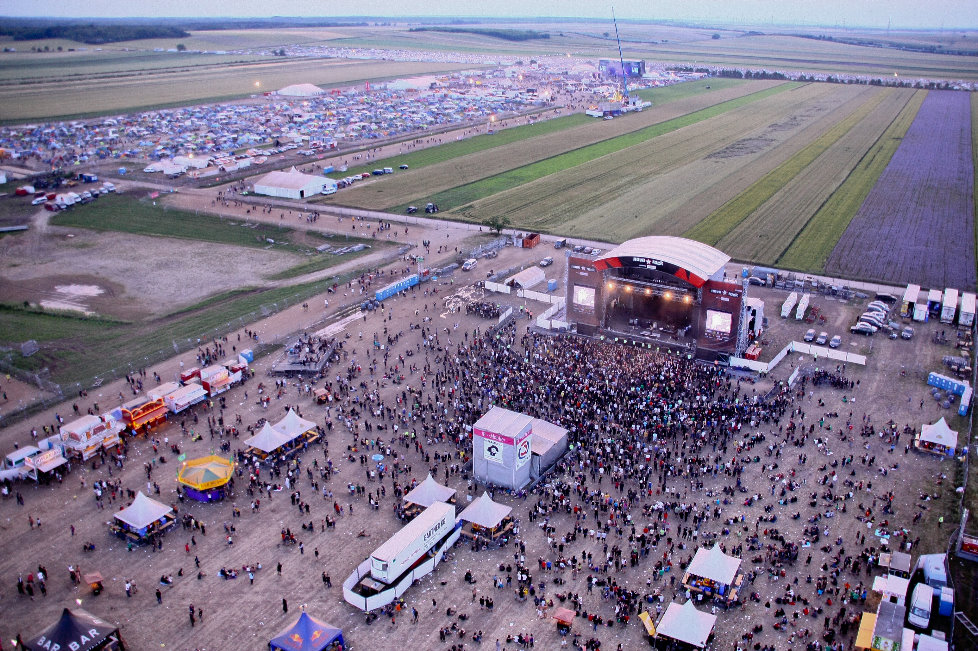
Музичний фестиваль у Нікельсдорфі, Австрія

Музичний фестиваль — це музичний захід, орієнтований на різноманітні виступи та ігри на інструментах, часто представлені такими темами музичних жанрів як: блюз, фолк, джаз, класична музика.
Зазвичай фестивалі проводяться на національні, музичні та інші свята, на відкритому повітрі, з наметами або на дахах. Виконавці виступають на тимчасово побудованих сценах. Часто на музичні фестивалі привозять різні атракціони такі як: продаж продуктів харчування та товарів, ремесла, виконавське мистецтво та соціальні чи культурні заходи. На музичних фестивалях, пов’язаних з благодійністю, може бути інформація про соціальні чи політичні питання. Багато фестивалів щорічні або повторюються через певний час. Деякі, включаючи багато рок-фестивалів, проводяться лише один раз.
Деякі фестивалі організовуються як некомерційні концерти, а інші - користь для конкретної благодійної справи.  Інший тип музичного фестивалю - це просвітницький тип, який щорічно організовується в місцевих громадах, регіональних чи національних, на користь музикантів- любителів різного віку та рівнів досягнень.

## Історія

### Стародавні та середньовічні

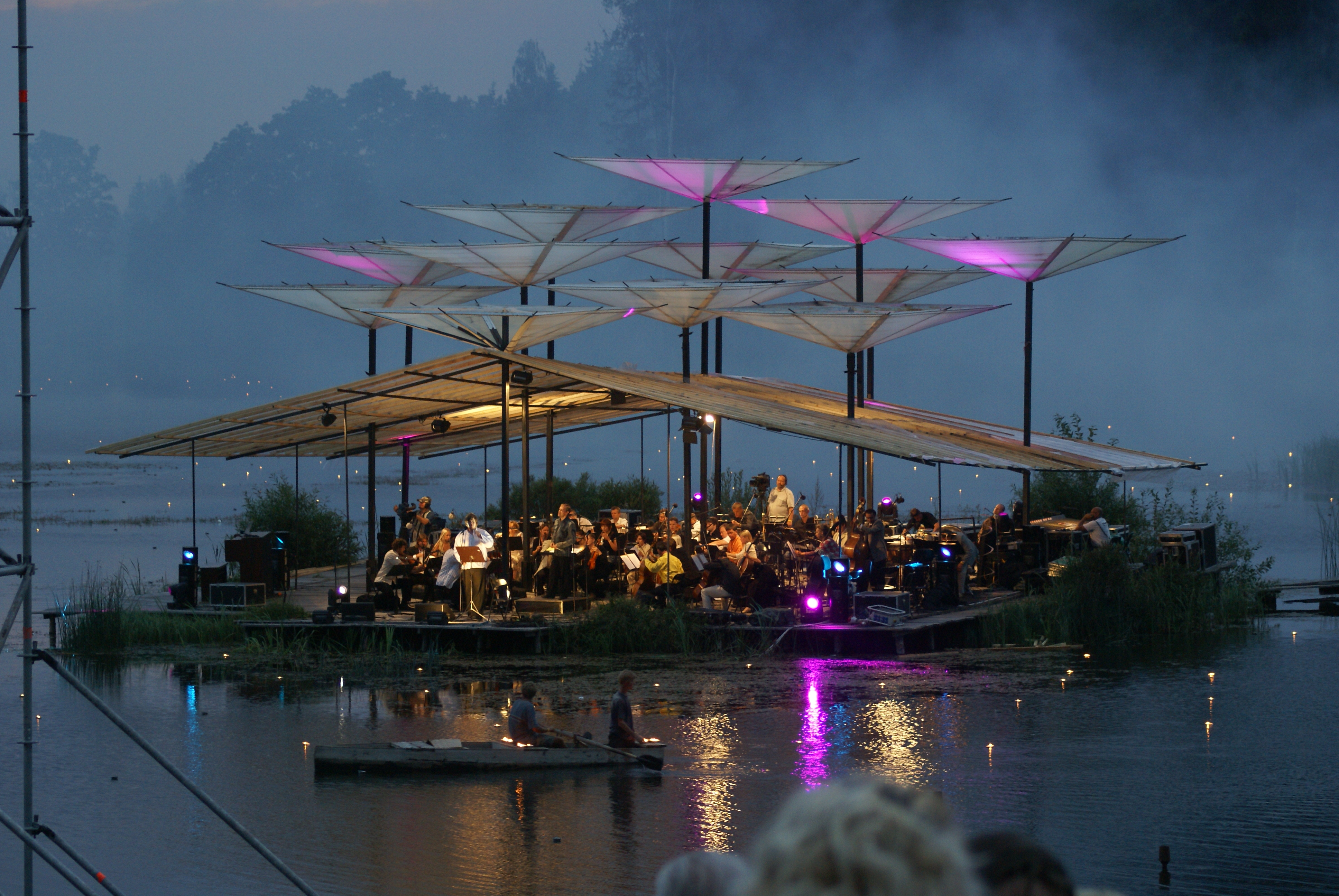
Лейго Ярвемусіка 2007

Піфійські ігри в Дельфах включали музичні виступи, і, можливо, це один з найдавніших відомих фестивалів.  Під час середньовіччя фестивалі часто проводилися як змагання.

### Сучасний
Музичні фестивалі стали розвиватися як галузь, яка сприяє підвищенню економіки країни. Наприклад, фестиваль музики та мистецтв Coachella Valley заробив у 2017 році 114,6 мільйонів доларів.  Музичні фестивалі в наш час також можуть слугувати рекламою для брендів, створюючи для нього унікальний образ та привертаючи відвідувачів. 

## Музична освіта
Інший тип музичного фестивалю - це музика музичного виховання, що часто організовується щорічно в місцевих громадах, регіональних чи національних, на користь музикантів-любителів різного віку та рівнів досягнень.  Вступники виконують підготовлені твори чи пісні перед аудиторією, яка включає учасників змагань, сім'ю та друзів та членів спільноти, а також одного або декількох суддів або суддів. Ці судді, які можуть бути вчителями музики, професорами чи професійними виконавцями, надають усний та письмовий відгук кожному виконавцю чи групі. Суддею може бути той, кого вони ніколи не зустрінуть іншим способом, як це відбувається, коли суддя з іншого міста притягується до судді. Вони також зазвичай отримують сертифікат, класифікований за заслугами чи рейтингом, а деякі можуть виграти трофеї або навіть стипендії. Найважливіший аспект полягає в тому, що учасники можуть вчитися один у одного, а не конкурувати. Такі фестивалі мають на меті забезпечити дружню і сприятливу платформу для музикантів для участі у захопленні музикою. Для багатьох людей вони забезпечують перехід від уроків та іспитів до впевненого виступу на публіці; для кількох найкращих виконавців вони надають шлях до подальшого професійного вивчення музики в коледжі, університеті чи консерваторії. 

## Фестивалі по всьому світу

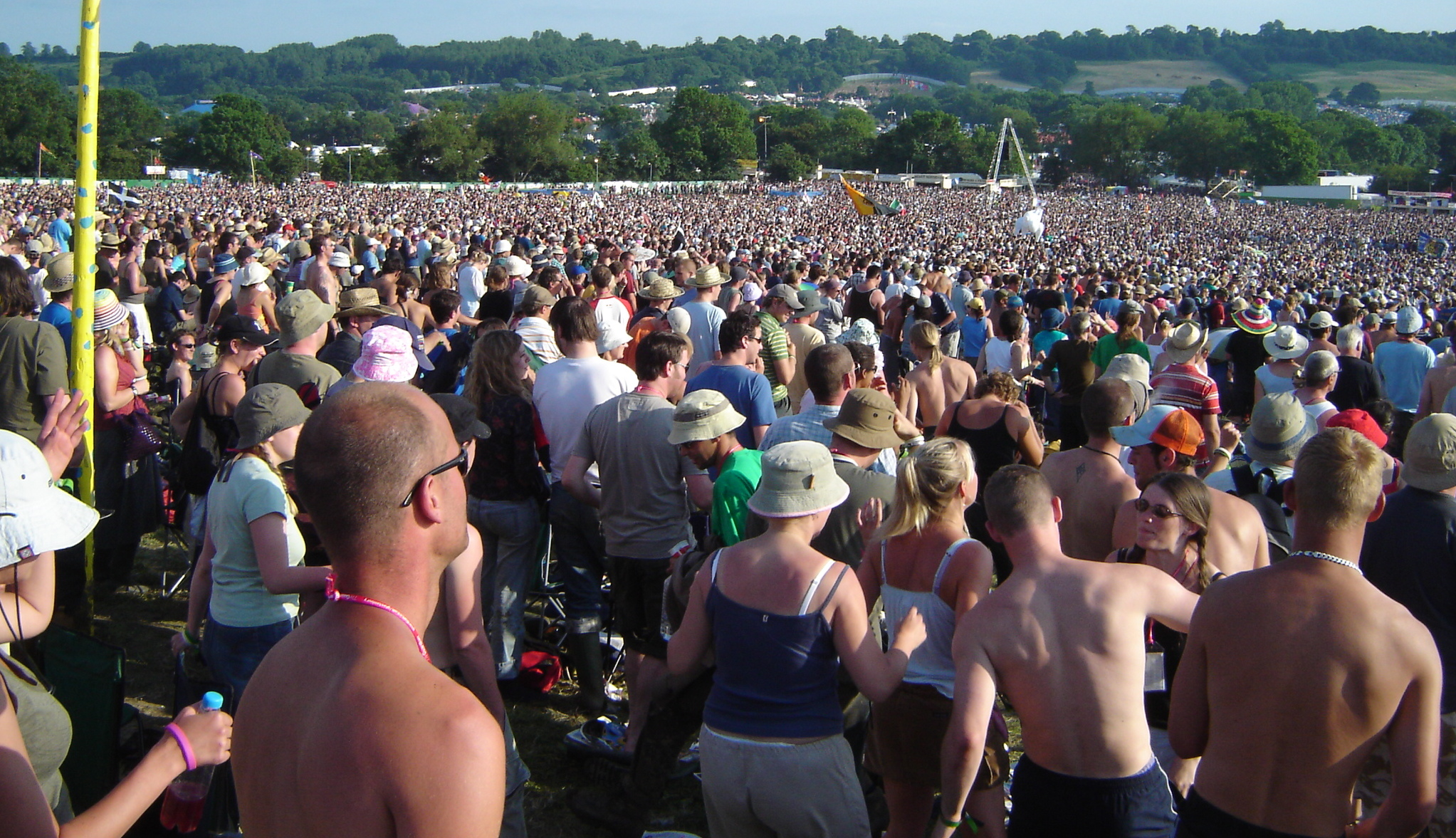
Фестиваль Гластонбері, Англія, 2005

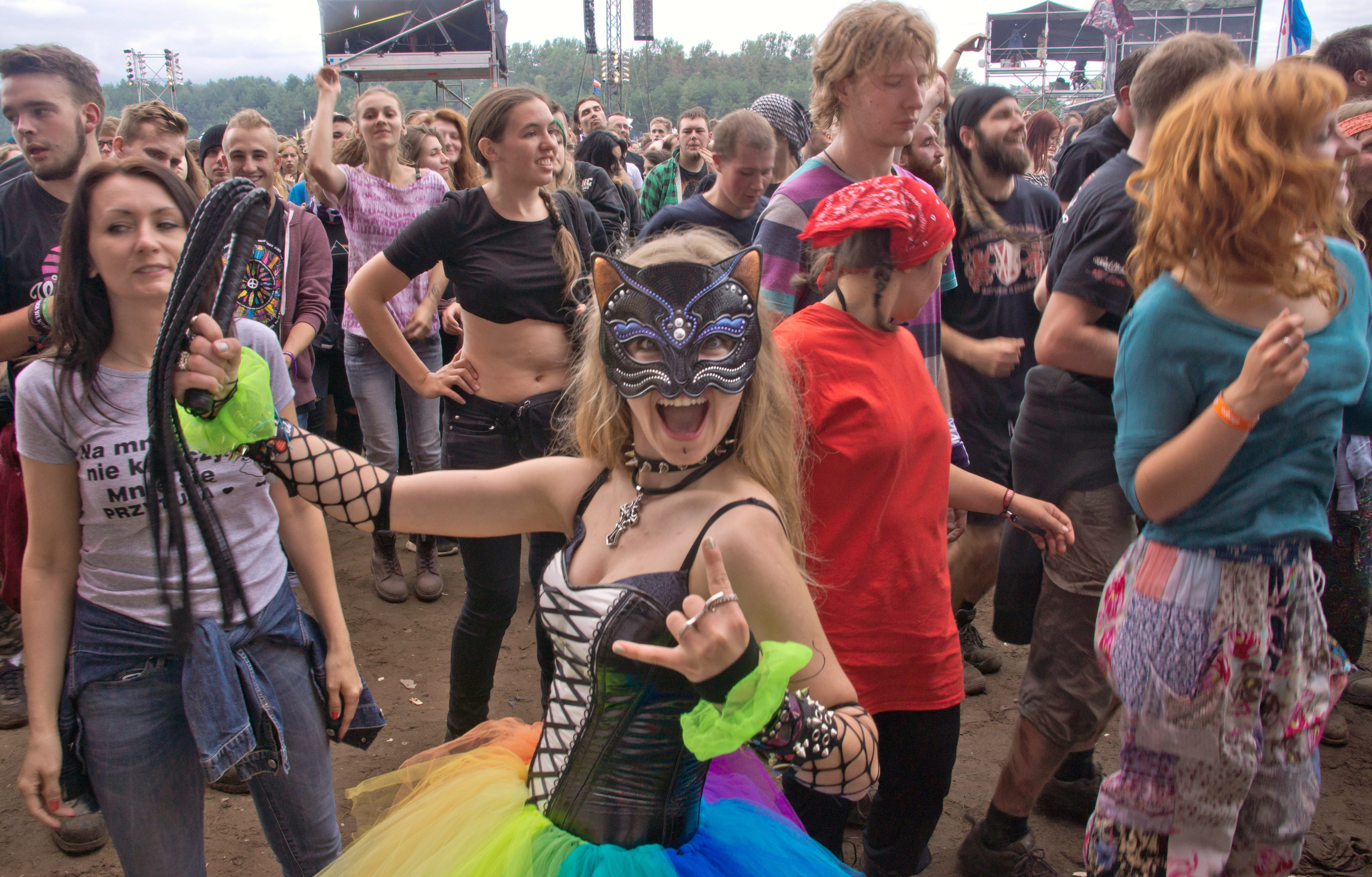
Молодь відвідує фестиваль рок-музики Przystanek Woodstock, Польща, 2016

Мілвокі, 11-денна подія Вісконсину, Summerfest, рекламує себе як "Найбільший музичний фестиваль у світі". Працюючи щороку з 1968 року, фестиваль щороку збирає від 800 000 до 1 000 000 людей та приймає понад 800 музичних актів.  Фестиваль Вудстока в 1969 році привернув майже 500 000 відвідувачів, а польський спільноти Przystanek Woodstock у 2014 році зібрав 750 000  ставши тим самим найбільшим щорічним фестивалем під відкритим небом у Європі та другим найбільшим у світі. Для порівняння, фестиваль Roskilde в Данії щороку приваблює близько 135 000 глядачів.  Фестиваль Гластонбері має вміст близько 275 000 глядачів, але має " осінні роки " приблизно кожні п’ять років, тому це найбільший щорічний фестиваль "зеленого поля" у світі. Найстаріший щорічний фестиваль поп-музики у світі - Pinkpop Festival у Нідерландах  хоча в інших жанрах є і набагато старші: Три хорові фестивалі у Великій Британії проводяться щорічно  з 1719 року. Музичний фестиваль у Квінсленді, заснований у 1999 році та розташований зі штаб-квартирою в Брисбені, Австралія, є найбільшим музичним фестивалем сухопутної маси, як загальнодержавний музичний дворічний музичний фестиваль протягом трьох тижнів протягом липня.

## Дивись також
- Рейв
- Новий рейв